# Bleury-Saint-Symphorien
Bleury-Saint-Symphorien ist eine ehemalige französische Gemeinde mit 1.254 Einwohnern (Stand: 1. Januar 2022) im Département Eure-et-Loir in der Region Centre-Val de Loire. Sie gehörte zum Arrondissement Chartres.
Sie entstand mit Wirkung vom 1. Januar 2012 als Commune nouvelle durch Zusammenlegung der bis dahin selbstständigen Gemeinden Bleury und Saint-Symphorien-le-Château. Der Verwaltungssitz befand sich in Saint-Symphorien-le-Château.
Der Erlass des Präfekten vom 20. September 2015 legte mit Wirkung zum 1. Januar 2016 die Eingliederung von Bleury-Saint-Symphorien als Commune déléguée zusammen mit der früheren Gemeinde Auneau zur Commune nouvelle Auneau-Bleury-Saint-Symphorien fest.

## Ehemalige Gemeindegliederung
| Ortsteil                                      | Ehemaliger INSEE-Code | PLZ   | Fläche (km²) | Einwohnerzahl (2009) |
| --------------------------------------------- | --------------------- | ----- | ------------ | -------------------- |
| Saint-Symphorien-le-Château (Verwaltungssitz) | 28361                 | 28700 | 9,39         | 830                  |
| Bleury                                        | 28042                 | 28700 | 7,85         | 506                  |